# Governatore dell'Iowa
Il Governatore dell'Iowa (in inglese: Governor of Iowa) è il capo del governo dello stato statunitense dell'Iowa nonché il capo delle forze militari statali, la Guardia nazionale dell'Iowa. Tra i suoi poteri, c'è quello di porre il veto alle leggi prodotte dal parlamento statale. La carica venne creata nel 1846, con l'ingresso dell'Iowa negli Stati Uniti.
L'attuale governatore è la repubblicana Kim Reynolds, che sostituì il governatore in carica Terry Branstad dopo la nomina di quest'ultimo ad ambasciatore in Cina.

## Elenco
Repubblicano (32) 
  Democratico (10)
  Whig (1)
| #  | Foto | Nome                   | Mandato          | Mandato          | Partito      |
| #  | Foto | Nome                   | Inizio           | Termine          | Partito      |
| -- | ---- | ---------------------- | ---------------- | ---------------- | ------------ |
| 1  |      | Ansel Briggs           | 3 dicembre 1846  | 4 dicembre 1850  | Democratico  |
| 2  |      | Stephen P. Hempstead   | 4 dicembre 1850  | 9 dicembre 1854  | Democratico  |
| 3  |      | James W. Grimes        | 9 dicembre 1854  | 13 gennaio 1858  | Whig         |
| 4  |      | Ralph P. Lowe          | 13 gennaio 1858  | 11 gennaio 1860  | Repubblicano |
| 5  |      | Samuel J. Kirkwood     | 11 gennaio 1860  | 14 gennaio 1864  | Repubblicano |
| 6  |      | William M. Stone       | 14 gennaio 1864  | 16 gennaio 1868  | Repubblicano |
| 7  |      | Samuel Merrill         | 16 gennaio 1868  | 11 gennaio 1872  | Repubblicano |
| 8  |      | Cyrus C. Carpenter     | 11 gennaio 1872  | 13 gennaio 1876  | Repubblicano |
| 9  |      | Samuel J. Kirkwood     | 13 gennaio 1876  | 1º febbraio 1877 | Repubblicano |
| 10 |      | Joshua G. Newbold      | 1º febbraio 1877 | 17 gennaio 1878  | Repubblicano |
| 11 |      | John H. Gear           | 17 gennaio 1878  | 12 gennaio 1882  | Repubblicano |
| 12 |      | Buren R. Sherman       | 12 gennaio 1882  | 14 gennaio 1886  | Repubblicano |
| 13 |      | William Larrabee       | 14 gennaio 1886  | 27 febbraio 1890 | Repubblicano |
| 14 |      | Horace Boies           | 27 febbraio 1890 | 11 gennaio 1894  | Democratico  |
| 15 |      | Frank D. Jackson       | 11 gennaio 1894  | 16 gennaio 1896  | Repubblicano |
| 16 |      | Francis M. Drake       | 16 gennaio 1896  | 13 gennaio 1898  | Repubblicano |
| 17 |      | Leslie M. Shaw         | 13 gennaio 1898  | 16 gennaio 1902  | Repubblicano |
| 18 |      | Albert B. Cummins      | 16 gennaio 1902  | 24 novembre 1908 | Repubblicano |
| 19 |      | Warren Garst           | 24 novembre 1908 | 14 gennaio 1909  | Repubblicano |
| 20 |      | Beryl F. Carroll       | 14 gennaio 1909  | 16 gennaio 1913  | Repubblicano |
| 21 |      | George W. Clarke       | 16 gennaio 1913  | 11 gennaio 1917  | Repubblicano |
| 22 |      | William L. Harding     | 11 gennaio 1917  | 13 gennaio 1921  | Repubblicano |
| 23 |      | N. E. Kendall          | 13 gennaio 1921  | 15 gennaio 1925  | Repubblicano |
| 24 |      | John Hammill           | 15 gennaio 1925  | 15 gennaio 1931  | Repubblicano |
| 25 |      | Daniel Webster Turner  | 15 gennaio 1931  | 12 gennaio 1933  | Repubblicano |
| 26 |      | Clyde L. Herring       | 12 gennaio 1933  | 14 gennaio 1937  | Democratico  |
| 27 |      | Nelson G. Kraschel     | 14 gennaio 1937  | 12 gennaio 1939  | Democratico  |
| 28 |      | George A. Wilson       | 12 gennaio 1939  | 14 gennaio 1943  | Repubblicano |
| 29 |      | Bourke B. Hickenlooper | 14 gennaio 1943  | 11 gennaio 1945  | Repubblicano |
| 30 |      | Robert D. Blue         | 11 gennaio 1945  | 13 gennaio 1949  | Repubblicano |
| 31 |      | William S. Beardsley   | 13 gennaio 1949  | 21 novembre 1954 | Repubblicano |
| 32 |      | Leo Elthon             | 22 novembre 1954 | 13 gennaio 1955  | Repubblicano |
| 33 |      | Leo A. Hoegh           | 13 gennaio 1955  | 17 gennaio 1957  | Repubblicano |
| 34 |      | Herschel C. Loveless   | 17 gennaio 1957  | 17 gennaio 1961  | Democratico  |
| 35 |      | Norman A. Erbe         | 12 gennaio 1961  | 17 gennaio 1963  | Repubblicano |
| 36 |      | Harold E. Hughes       | 17 gennaio 1963  | 1º gennaio 1969  | Democratico  |
| 37 |      | Robert D. Fulton       | 1º gennaio 1969  | 16 gennaio 1969  | Democratico  |
| 38 |      | Robert D. Ray          | 16 gennaio 1969  | 14 gennaio 1983  | Repubblicano |
| 39 |      | Terry Branstad         | 14 gennaio 1983  | 15 gennaio 1999  | Repubblicano |
| 40 |      | Tom Vilsack            | 15 gennaio 1999  | 12 gennaio 2007  | Democratico  |
| 41 |      | Chet Culver            | 12 gennaio 2007  | 14 gennaio 2011  | Democratico  |
| 42 |      | Terry Branstad         | 14 gennaio 2011  | 24 maggio 2017   | Repubblicano |
| 43 |      | Kim Reynolds           | 24 maggio 2017   | In carica        | Repubblicano |